# دکتر جک
دکتر جک (انگلیسی: Dr. Jack) یک فیلم به کارگردانی فرد سی. نیومیر و سام تیلور است که در سال ۱۹۲۲ منتشر شد. از بازیگران آن می‌توان به هارولد لوید، آنا تاون‌سند، میلدرد دیویس، والاس هاو و چارلز استیونسون اشاره کرد.